# 허리케인 (1937년 영화)
《허리케인》(영어: The Hurricane)은 미국에서 제작된 존 포드 감독의 1937년 액션, 드라마, 멜로/로맨스 영화이다. 도로시 라무어, 존 홀, 매리 애스터 등이 주연으로 출연하였고 사무엘 골드윈 등이 제작에 참여하였다.

## 줄거리
여객선이 황량하고 버려진 섬의 폐허 옆을 항해할 때 커세인트 박사는 그의 옛집에 키스를 보낸다. 한 동료 승객이 그에게 그 장소에 대해 묻자, 그는 비극적인 이야기를 들려주며 회상으로 넘어간다.
남태평양 식민지 시대, 마나쿠라 섬의 원주민들은 만족스러운 생활을 한다. 섬을 오가는 스쿠너의 1등 항해사 테랑이는 족장의 딸 마라마와 결혼한다. 그녀는 불길한 예감을 느끼고 떠나지 말라고 간청하거나, 적어도 다음 항해에 자신을 데려가 달라고 애원하지만, 그는 그녀를 남겨둔다.
타히티섬에 도착하자 승무원들은 축하하기 위해 술집으로 간다. 인종차별주의자 백인이 그들에게 나가라고 명령하자 테랑이는 그를 때려 턱을 부러뜨린다. 불행히도 그 남자는 강력한 정치적 연줄이 있었고, 총독은 테랑이의 선장 내글의 반대에도 불구하고 그에게 6개월 징역형을 선고할 수밖에 없었다. 마나쿠라로 돌아온 커세인트 박사는 새로 임명된 현지 프랑스 총독 유진 드 라아주에게 테랑이를 집으로 데려와 가석방 상태로 복역하게 해달라고 간청하지만, 드 라아주는 내글 선장, 폴 신부, 심지어 자신의 아내의 애원에도 불구하고 엄격한 법 해석을 양보하기를 거부한다.
감금 생활을 견딜 수 없었던 테랑이는 반복적으로 탈출을 시도하여 결국 형량을 16년으로 늘리게 되고, 이는 특히 가혹한 간수의 기쁨이 된다. 마침내 8년 후, 테랑이는 탈출에 성공하지만, 의도치 않게 경비원을 살해한다. 그는 카누를 훔쳐 힘든 여정 끝에 마나쿠라로 돌아온다. 결국 그는 뒤집힌 카누에서 폴 신부에 의해 구조되고, 폴 신부는 침묵을 지키겠다고 약속한다.
테랑이는 마라마와 한 번도 본 적 없는 딸과 재회한다. 메헤비 족장은 가족이 아무도 찾지 않을 금기의 섬에 숨을 것을 권한다. 그러나 드 라아주는 그들의 준비를 알아차리고 그들을 추적하기 위해 스쿠너를 징발한다.
테랑이는 마라마가 수년 전 꿈꿨던 전례 없는 불길한 사건인 새들이 섬에서 도망치는 것을 본 후 사람들에게 경고하기 위해 돌아선다. 일생에 한 번 올 법한 허리케인이 섬을 강타한다. 커세인트 박사와 그의 임신한 환자 등 몇몇은 카누에서 재난을 견뎌내고, 테랑이는 그의 가족과 드 라아주 부인을 튼튼한 나무에 묶는다. 나머지는 익사하고 섬은 앙상하게 변한다.
나무는 떠내려간다. 테랑이는 나중에 물에서 전쟁 카누를 발견하고, 그것을 이용해 일행을 작은 섬으로 데려간다. 스쿠너를 발견하자 테랑이는 연기로 신호를 보낸 후 가족과 함께 카누를 타고 도망친다. 드 라아주 총독은 아내를 포옹하지만, 쌍안경으로 물 위에서 무언가를 발견한다. 드 라아주 부인은 그것이 떠다니는 통나무임에 틀림없다고 주장하고, 잠시 후 그녀의 남편은 그녀의 말에 동의한다.

## 출연

### 주연
- 도로시 라무어 - 마라마
- 존 홀 - 테랑기
- 매리 애스터 - 저메인

### 조연
- C. 오브리 스미스 - 신부
- 토마스 미첼 - 케르생
- 레이몬드 머시 - 드라지 총독
- 존 캐러딘 - 간수장
- 제롬 코원 - 메이글 선장
- 알 키쿠메 - 주장

## 한국판 성우진 (MBC, 1990년 2월 18일)
- 박기량 - 테랑기(존 홀)
- 김진숙 - 마라마(도로시 라무어)
- 배한성 - 드라지 총독(레이먼드 매시)
- 정희선 - 저메인(메리 애스터)
- 이영달 - 신부(C. 오브리 스미스)
- 최병학 - 주장(알 키쿠메)
- 김남수 - 주지사(라이오넬 브레이엄)
- 윤지하 - 간수장(존 캐러딘)
- 박태호 - 판사(스펜서 차터스)
- 전임복 - 승객(이네즈 코트니)
- 탁재인 - 케르생(토마스 미첼)
- 정숙경 - 티타(쿨레이 드 크레쿠)
- 최상기 - 취객(윌리엄 B. 데이비슨)
- 이윤연 - 메이글 선장(제롬 코원)
- 이선호 - 마코(레인 톰 주니어)

## 제작진
- 원작자: 제임스 노먼 홀
- 원작자: 찰스 노드호프
- 협력프로듀서: 메릿 헐버드
- 의상: 오마르 키암